# Winterheart's Guild
Winterheart's Guild é o terceiro álbum da banda de power metal finlandês Sonata Arctica, lançado na Finlândia em 2003. Em uma entrevista em 2014, o vocalista, tecladista e compositor Tony Kakko disse que a inspiração para escrever "The Ruins of My Life" veio do filme Braveheart.
Em 2017, o portal Loudwire o elegeu como o 11º melhor disco de power metal de todos os tempos.

## Faixas
Todas as músicas escritas por Tony Kakko.
| N.º | Título                                                                | Duração |  |
| 1.  | "Abandoned, Pleased, Brainwashed, Exploited"                          | 5:37    |  |
| 2.  | "Gravenimage"                                                         | 6:58    |  |
| 3.  | "The Cage"                                                            | 4:37    |  |
| 4.  | "Silver Tongue"                                                       | 3:58    |  |
| 5.  | "The Misery"                                                          | 5:08    |  |
| 6.  | "Victoria's Secret"                                                   | 4:43    |  |
| 7.  | "Champagne Bath"                                                      | 3:57    |  |
| 8.  | "Broken"                                                              | 5:18    |  |
| 9.  | "The Rest of the Sun Belongs to Me (Faixa bônus japonesa e coreana)"  | 4:22    |  |
| 10. | "The Ruins of My Life"                                                | 5:14    |  |
| 11. | "Draw Me"                                                             | 4:05    |  |
| 12. | "Fade to Black" - 5:43 (Metallica cover) (Faixa bônus sul-americana)" | 5:43    |  |

## Músicos

### Sonata Artica
- Tony Kakko – vocais, teclados
- Jani Liimatainen – guitarras
- Marko Paasikoski – baixo
- Tommy Portimo – bateria

### Músicos convidados
- Jens Johansson – solos de teclado em "The Cage", "Silver Tongue", "Victoria's Secret" e "Champagne Bath"
- Henrik Klingenberg – teclados em "Fade to Black"